# Fusicornia noonae
Fusicornia noonae är en stekelart som beskrevs av Peter Neerup Buhl 1998. Fusicornia noonae ingår i släktet Fusicornia och familjen Scelionidae. Inga underarter finns listade i Catalogue of Life.